# Joris van Casteren
Joris van Casteren (Rotterdam, 5 januari 1976) is een Nederlandse schrijver, dichter en journalist te Amsterdam.
Hij studeerde aan de Utrechtse School voor Journalistiek en later filosofie aan de Universiteit van Amsterdam. Op jonge leeftijd schreef hij kortstondig series voor regionale kranten als Dagblad Flevoland en de Zwolse Courant. Hij werd op zijn eenentwintigste redacteur bij het weekblad De Groene Amsterdammer, alwaar hij tot september 2002 in dienst bleef. Bij De Groene verwierf hij zich een reputatie met grote reportages. In 1999 reisde hij naar Nigeria, waar hij vier reportages schreef die later gebundeld werden in Redactie binnenland (2001), een met de Dick Scherpenzeel Prijs 1999 onderscheiden Groene-reeks.
Van Casteren was medewerker van NRC Handelsblad en tot 2006 redacteur bij Vrij Nederland. In 2004 won hij het Gouden Pennetje voor zijn reportages. Hij schreef onder meer voor Hollands Diep, HP de Tijd, nrc.next en De Correspondent.
Naast zijn werkzaamheden als journalist was Van Casteren redacteur van de Poëziekrant en publiceerde hij gedichten in onder meer Maatstaf en Passionate. Zijn poëzie werd onder meer gebloemleesd in De 100 beste gedichten van 2001 (2002) en in Nederlandse poëzie van de 19de t/m de 21ste eeuw (2004) van Gerrit Komrij.
Begin september 2010 werd hij door enkele inwoners van Lelystad aangeklaagd wegens belediging naar aanleiding van het deels autobiografische Lelystad (2008), dat werd genomineerd voor de AKO Literatuurprijs 2009.
In 2011 verscheen zijn literaire nieuwe non-fictie boek, Het zusje van de bruid, over zijn mislukte liefdesrelatie met een drugsverslaafd borderline-meisje. Dit boek bracht veel reacties teweeg en Van Casteren was zelfs niet meer welkom bij Vrij Nederland, omdat een van de medewerkers niet blij was met de manier waarop hij geportretteerd werd in het boek.
In 2013 verscheen het boek Het been in de IJssel, waarin Van Casteren op zoek gaat naar de eigenaar van een linkeronderbeen dat ter hoogte van Wijhe in de rivier werd gevonden door een visser. Het boek werd genomineerd voor de Bob den Uyl-prijs
Na het overlijden van F. Starik werd hij coördinator van de stichting De Eenzame Uitvaart te Amsterdam in november 2018. Maandelijks schrijft hij in De Volkskrant over zijn belevenissen in deze functie, waarbij de levens van de eenzaam overledenen centraal staan. In zijn recentste boek, Eenzaamheid (2021), gaat hij aan de hand van literaire anekdotiek en persoonlijke bespiegelingen nader in op het fenomeen.
In 2019 verscheen zijn boek Moeders lichaam, over het waar gebeurde verhaal van een man in Oirsbeek die zijn overleden moeder ruim twee jaar verborgen hield in zijn woning. In 2024 verscheen De mensheid zal nog van mij horen, waarin Van Casteren de levens van verschillende historische 'onbekende' personen beschreef. Hiervoor werd hem vier jaar lang toegang verleend tot het Nederlands Dagboekarchief.

## Bestseller 60
| Boeken met noteringen in de Nederlandse Bestseller 60 | Jaar van verschijnen | Datum van binnenkomst | Hoogste positie | Aantal weken | Opmerkingen          |
| ----------------------------------------------------- | -------------------- | --------------------- | --------------- | ------------ | -------------------- |
| Lelystad                                              | 2008                 | 01-10-2008            | 56              | 1            |                      |
| Het been in de IJssel                                 | 2013                 | 22-05-2013            | 50              | 1            |                      |
| Moeders lichaam                                       | 2019                 | 06-03-2019            | 25              | 2            |                      |
| Lelystad                                              | 2017                 | 21-07-2021            | 49              | 1            | herziene luxe-editie |
| De mensheid zal nog van mij horen                     | 2024                 | 18-09-2024            | 48              | 1            |                      |

- Bibliothèque nationale de France: cb144412032 (data)
- Digitale Bibliotheek voor de Nederlandse Letteren: cast017
- Gemeinsame Normdatei: 143966197
- International Standard Name Identifier: 0000 0000 4854 2360
- Library of Congress Control Number: nr2001050470
- Nederlandse Thesaurus van Auteursnamen: 194877728
- Système universitaire de documentation: 258495804
- Virtual International Authority File: 24820905
- WorldCat: E39PBJxd4xCqpxfXKPGkvXvj4q